# Estandarte de la Generalidad Valenciana

Estandarte de la Generalidad Valenciana.

El Estandarte de la Generalidad Valenciana está regulado en el artículo 7 de la Ley 8/1984, de 4 de diciembre, de regulación de los símbolos de la comunidad y su utilización. El estandarte de la Generalidad Valenciana está constituido por el emblema descrito en el artículo 6.º de dicha ley, sobre fondo carmesí tradicional ribeteado de oro. La utilización del estandarte será exclusiva de la Generalidad Valenciana pudiéndose utilizar simultáneamente con la señera tradicional de la Comunidad Valenciana.